# Marwari (koń)

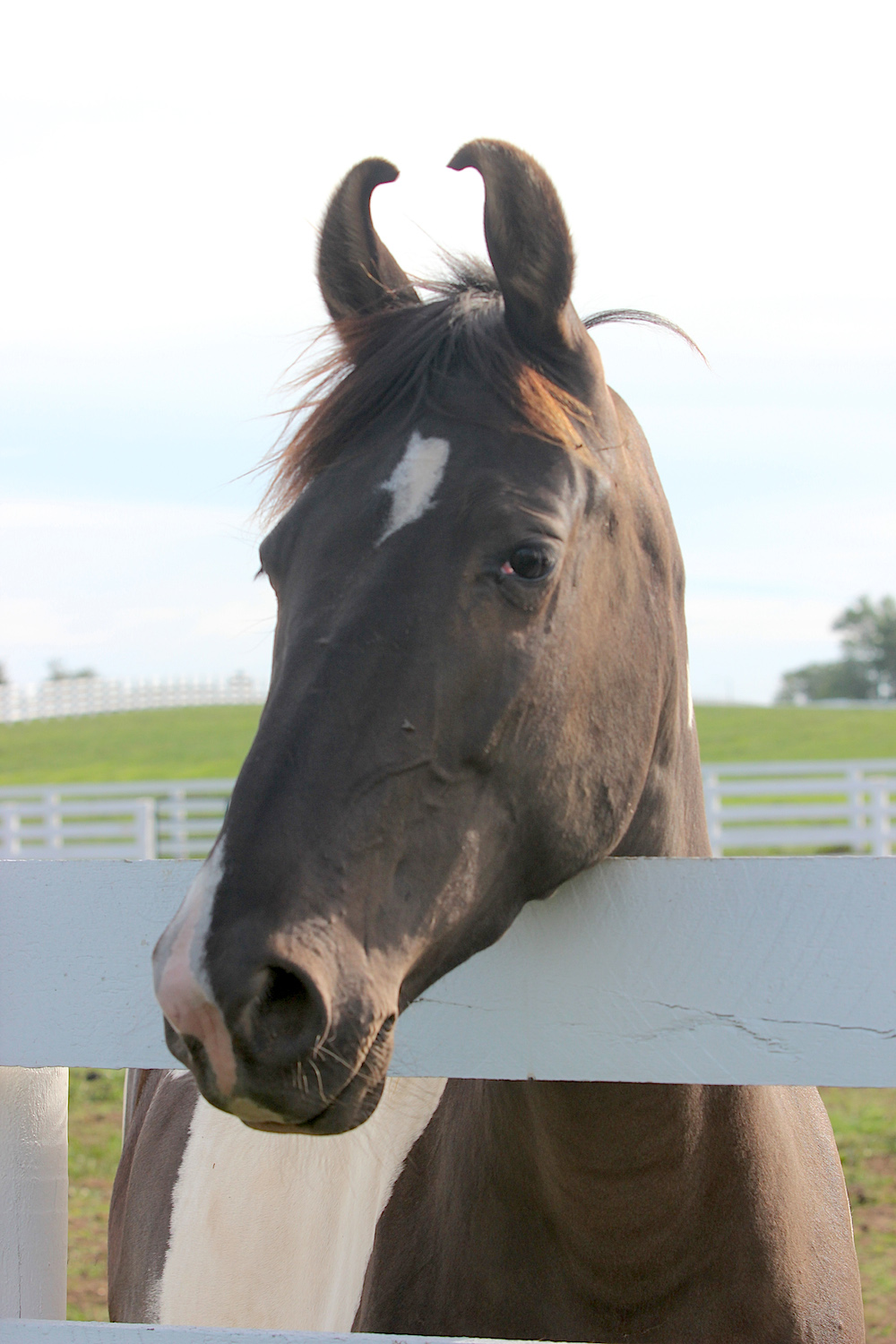
Koń rasy Marwari

Marwari (Malani, koń marwarski) – rzadka rasa konia gorącokrwistego, jedna z sześciu odrębnych ras koni indyjskich wywodząca się z rejonu Marwar. Marwari są przeznaczone do jazdy wierzchem i zaliczają się do inochodźców. Obecnie w Indiach jest hodowanych około 25 000 koni tej rasy, badania wykazują jednak, że na świecie pozostało jedynie kilka tysięcy koni Marwari czystej krwi.

## Historia
Początki rasy datuje się na XII wiek. Uważa się, że konie Marwari powstały w wyniku krzyżówki miejscowych kuców indyjskich z końmi czystej krwi arabskiej. Posiadają one również geny mongolskie. Według źródeł historycznych uważa się także, że Marwari powstały w wyniku krzyżówek pokrewnej rasy Kathiawari z licznymi rasami orientalnymi, wywodzącymi się m.in. z dzisiejszego Iranu, Turkiestanu, dawnego Beludżystanu i Sindhi.
W średniowieczu Marwari były hodowane głównie przez Radźputów i trenowane w celach bojowych. W 1950 roku Brytyjczycy wydali ustawę o zniesieniu własności ziemskiej w Indiach Brytyjskich, która pozbawiła indyjskich szlachciców środków do utrzymania zwierząt. W skutku tego wydarzenia doszło do drastycznego spadku hodowli koni rasy Marwari przez ubój, kastrację oraz krzyżowanie z innymi rasami. Sytuacja poprawiła się w XX wieku dzięki interwencji Maharaja Umaid Singhji, a następnie jego wnuka, Maharaja Gaj Singh II, którzy przyczynili się do promocji rasy oraz ustanowienia jej standardu i rejestracji.

## Charakterystyka

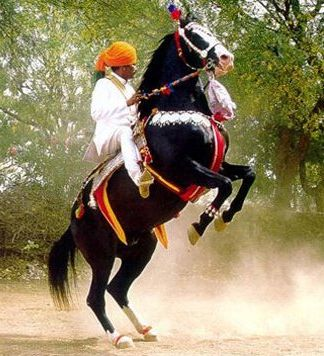
Koń Marwari w tradycyjnej uprzęży

Konie Marwari cechują się krzepkością, wytrzymałością i względną odpornością na choroby. Są przystosowane do życia w warunkach pustynnych i pokonywania długich dystansów. Mają bardzo dobry słuch oraz długie rzęsy chroniące oczy przed piachem. Uważa się, że mają predyspozycje do sportowych rajdów konnych. Są wykorzystywane również w innych dyscyplinach jeździeckich oraz podczas pochodów na tradycyjnych ceremoniach w Indiach.
Marwari wyróżniają się wyglądem i budową ciała. Najbardziej nietypową cechą tych koni są odgięte na boki uszy, które stykają się ze sobą na czubkach przy obrocie do 180 stopni. Dodatkowo Marwari cechują się:
- płaskim czołem, delikatnym pyskiem i dobrze zbudowaną żuchwą,
- dużymi, okrągłymi, delikatnie wypukłymi oczami,
- szerokimi, długimi i muskularnymi łopatkami,
- szczupłą, dobrze umięśnioną u nasady szyją,
- średniej długości grzbietem z dobrze zdefiniowanym kłębem,
- średniej długości nogami, dobrze zbudowanymi nogami tylnymi,
- wysoko osadzonym ogonem

### Pozostałe cechy charakterystyczne[8][7]
- średni wzrost: 140-150 cm w kłębie,
- średnia waga: 340-365 kg,
- dopuszczalne maści: kara, gniada, ciemnogniada, kasztanowata, srokata, bułana, myszata, siwa, siwa jabłkowita,
- niedopuszczalne maści: biała (albino)